# Xian de Gong
Pour les articles homonymes, voir Gong.
Le xian de Gong (珙县 ; pinyin : Gǒng Xiàn) est un district administratif de la province du Sichuan en Chine. Il est placé sous la juridiction de la ville-préfecture de Yibin.

## Démographie
La population du district était de 406 338 habitants en 1999.

## Personnalités liées à cette région
- Chang Xiangyu (1923,2004), chanteuse d'opéra Yue